# Agrothereutes longicauda
Agrothereutes longicauda là một loài tò vò trong họ Ichneumonidae.